# سالی فارست
سالی فارست (انگلیسی: Sally Forrest؛ ۲۸ مهٔ ۱۹۲۸ – ۱۵ مارس ۲۰۱۵) یک هنرپیشه و رقصنده اهل ایالات متحده آمریکا بود. وی بین سال‌های ۱۹۴۶ تا ۱۹۶۷ میلادی فعالیت می‌کرد.
وی با نام تولد کاترین سالی فینی انگلیسی: Katherine Sally Feeney در ۲۸ مهٔ ۱۹۲۸ بورلی هیلز، لس آنجلس زاده شد و بر اثر بیماری سرطان در ۱۵ مارس ۲۰۱۵ در سن ۸۶ سالگی در سن دیگو، کالیفرنیا درگذشت.
از فیلم‌ها یا برنامه‌های تلویزیونی که وی در آن نقش داشته است، می‌توان به تا زمانی که ابرها کنار بروند، خیابان راز و پسر سندباد اشاره کرد.

## نگارخانه

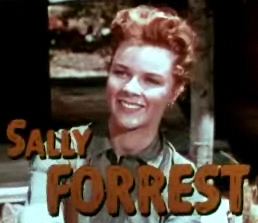